# Escut de Barbados
L'escut de Barbados va ser adoptat poc abans de la independència, el 14 de febrer de 1966, segons un decret de la seva exmonarca Elisabet II. El disseny és de Neville Connell, director del Museu de Barbados. Com el d'altres antigues possessions britàniques del Carib, consta d'un camper suportat per dos animals i timbrat amb un casc amb un símbol nacional al capdamunt.
El símbol nacional del capdamunt del casc amb llambrequí de gules i or és el puny alçat d'un nadiu illenc que aguanta dues canyes de sucre passades en sautor que formen la creu de Sant Andreu, representatiu de la importància que hi té la indústria sucrera i una al·lusió a la diada de la Independència, el dia de Sant Andreu (30 de novembre) del 1966.
L'escut pròpiament dit té el camper d'or carregat amb un ficus de fulles curtes (Ficus citrifolia) arrencat, acompanyat al cap per dues flors també arrencades de Caesalpinia pulcherrima, anomenada en anglès Pride of Barbados ('l'Orgull de Barbados') i considerada la flor nacional. El motiu principal de la figuera fa referència al nom que els portuguesos van donar a l'illa al segle xvi, que anomenaren Os Barbados ('els Barbuts') a causa de l'aspecte que atorguen a aquests arbres les arrels aèries que pengen de les branques.
Com a suports de l'escut, un dofí a la destra i un pelicà a la sinistra, símbols respectius de la indústria pesquera i de la fauna nadiua, que va donar nom a l'antiga Pelican Island, illa que avui dia forma part integrant del port de Bridgetown.
A la part de sota, una cinta inclou el lema nacional en anglès: PRIDE AND INDUSTRY ('Orgull i Indústria').